# Eutropis innotata
Eutropis innotata là một loài thằn lằn trong họ Scincidae. Loài này được Blanford mô tả khoa học đầu tiên năm 1870.